# Bondad de ajuste
La bondad de ajuste de un modelo estadístico describe lo  bien  que se ajusta un conjunto de observaciones. Las medidas de bondad en general resumen la discrepancia entre los valores observados y los valores esperados en el modelo de estudio. Tales medidas se pueden emplear en el contraste de hipótesis, e.g. el test de normalidad de los residuos, comprobar si dos muestras se obtienen a partir de dos distribuciones idénticas (ver test de Kolmogorov-Smirnov), o si las frecuencias siguen una distribución específica (ver ji cuadrada).

## Distribuciones
Para calcular si una distribución dada se ajusta a un conjunto de datos, se pueden utilizar las siguientes pruebas:
- Prueba de Kolmogórov-Smirnov
- Criterio de Cramér-von Mises
- Prueba de Anderson-Darling
- Test de Shapiro–Wilk
- Prueba de ji cuadrada
- Criterio de Información de Akaike

## Regresiones
En el análisis de regresión, existen los siguientes indicadores:
- Coeficiente de determinación (El R2 mide la bondad de ajuste)
- Lack-of-fit sum of squares.